# Liste der Wiener Parks und Gartenanlagen/Hernals
Diese Liste umfasst jene Parks und Gartenanlagen, die sich im 17. Wiener Gemeindebezirk Hernals befinden und einen Namen tragen:
| Name                          | Bild | Standort                                            | Jahr der Errichtung          | Benannt nach                                                                 | Fläche in m² | Bauten                  | Kunstobjekte | Naturdenkmäler                              | Anmerkungen |
| ----------------------------- | ---- | --------------------------------------------------- | ---------------------------- | ---------------------------------------------------------------------------- | ------------ | ----------------------- | --- | ------------------------------------------- | --- |
| Adelheid-Popp-Park            |      | Geblergasse Koordinaten                             | 2011 (Benennung)             | Adelheid Popp                                                                | 1.440        |                         | |                                             | |
| Alexander-Lernet-Holenia-Park |      | Alszeile Koordinaten                                | 1998 (Benennung)             | Alexander Lernet-Holenia                                                     | 910          |                         | Metallerne Schutzmantelmadonna (2000), Grenzstein |                                             | |
| Christine-Nöstlinger-Park     |      | Lidlgasse Koordinaten                               | 2019 (Benennung)             | Christine Nöstlinger                                                         | 1.180        |                         | Betonskulptur „Flora Mystica“ (Walenta) |                                             | Vor der Umbenennung 2019 inoffiziell Lidlpark nach der Lidlgasse, die wiederum nach Matthias Lidl von Schwanau (1666–1749), Besitzer der Herrschaft Gersthof benannt ist |
| Clemens-Hofbauer-Park         |      | Clemens-Hofbauer-Platz Koordinaten                  | 1894 (Benennung des Platzes) | Clemens Maria Hofbauer                                                       | 5.010        |                         | |                                             | Name inoffiziell |
| Clemens-Krauss-Park           |      | Richthausenstraße Koordinaten                       | 1966 (Benennung)             | Clemens Krauss                                                               | 6.960        |                         | |                                             | |
| Diepoldpark                   |      | Diepoldplatz Koordinaten                            | 1905 (Benennung des Platzes) | Diepoldus aus dem Geschlecht der Herren von der Als, 1135 urkundlich erwähnt | 3.660        |                         | |                                             | |
| Dr.-Josef-Resch-Park          |      | Dr.-Josef-Resch-Platz Koordinaten                   | 1949 (Benennung des Platzes) | Josef Resch                                                                  | 1.110        |                         | |                                             | |
| Elfi-Dassanowsky-Park         |      | Rötzergasse Koordinaten                             | 2021 (Benennung des Parks)   | Elfi Dassanowsky                                                             | 240          |                         | |                                             | |
| Frederic-Morton-Park          |      | Pezzlgasse Koordinaten                              | 1902                         | Frederic Morton                                                              | 2.800        |                         | Skulptur Eisbär und Seehund (Jarl, 1902) |                                             | Skulptur unter Schutz; Vor der Umbenennung im März 2019 Pezzlpark (nach der angrenzenden Pezzlgasse, die wiederum nach Johann Pezzl benannt ist)                         |
| Park der Freiheit             |      | Julius-Meinl-Gasse Koordinaten                      | 2015 (Benennung)             | den vom Faschismus Verfolgten und den Widerstandskämpfern in Hernals         | 790          |                         | Bezirksgedenkstätte: Betonquader mit Matrixanzeige, die in regelmäßigen Abständen einen Namen einblendet                                                                                           |                                             | |
| Fuchupark                     |      | Herbeckstraße Koordinaten                           | 2022 (Benennung)             | Fuchu, Partnerstadt von Hernals in der Präfektur Tokio                       | 4.750        |                         | |                                             | Vorher volkstümlich Kastanienpark |
| Hans-Bock-Park                |      | Josef-Redl-Gasse Koordinaten                        | 2005 (Benennung)             | Hans Bock                                                                    | 9.690        |                         | |                                             | Teilweise im 18. Bezirk gelegen, die Bezirksgrenze verläuft durch den Park.                                                                                              |
| Hermine-Weinreb-Park          |      | Gschwandnergasse Koordinaten                        | 2017 (Benennung)             | Hermine Weinreb                                                              | 900          |                         | |                                             | An der Hinterseite der HBLA Rosensteingasse |
| Josef-Kaderka-Park            |      | Alszeile Koordinaten                                | 1999 (Benennung)             | Josef Kaderka (1910–1993), Wienerlieder-Komponist                            | 5.330        |                         | | 849 (Feldahorn)                             | |
| Lorenz-Bayer-Park             |      | Lorenz-Bayer-Platz Koordinaten                      | 1905 (Benennung des Platzes) | Lorenz Bayer (1826–1894), Gemeinderat von Hernals                            | 7.350        |                         | |                                             | Name nicht offiziell, anstelle des alten Hernalser Friedhofes |
| Moriz-Mayer-Park              |      | Czartoryskigasse Koordinaten                        | 1997 (Benennung)             | Moriz Mayer (1884–1941) Wienerlieder-Komponist                               | 2.500        |                         | |                                             | |
| Schrammelpark                 |      | zwischen Alszeile und Dornbacher Straße Koordinaten | 2015 (Benennung)             | den Gebrüdern Schrammel                                                      | 1.840        |                         | Schrammel-Denkmal (Robitschko, 1967) |                                             | |
| Schwarzenbergpark             |      | Schwarzenbergallee Koordinaten                      | 1765                         | der Familie Schwarzenberg, der Park war 1801–1958 in ihrem Besitz            | 800.000      | Lacy-Grabmal (ca. 1794) | Kriegerdenkmal des Turnerbundes, Gedenktafel für Karl Panek (1905–1976, Bezirksvorsteher), Zwei Figuren von Johann Martin Fischer (1774), Zwei Obelisken (Mitte 18. Jh.) mit der Inschrift KYSELAK | 784 (Geologischer Aufschluss – Kalkklippen) | Ursprünglich Schlosspark des Schlosses Neuwaldegg, erst seit 1958 öffentlich zugänglich                                                                                  |